# 白塔河 (高邮湖)
白塔河，旧称南山河，位于中国安徽省东部和江苏省西部，是高邮湖最大的入湖河流。白塔河在安徽天长市汊涧镇西，有南北两源。以南源为主源，发源于来安县北部鹰嘴山南麓，向东流经釜山水库后于汊涧镇西汇北源；北源源自江苏盱眙县南部的王店大涧河古城大涧，两大涧于王店乡南部樊岗村以东合流进入盱眙与天长交界处的时湾水库，出库后东南流至汊涧镇西与南源合流。两源合流后白塔河向东流至石梁镇北，右岸有1968年开挖的新白塔河，向东经天长市北、万寿镇北分流入高邮湖。白塔河自新白塔河分流口向东北，形成一个S型河道，于杨村镇湖边村注入高邮湖。全长110公里，流域面积1604平方公里。新白塔河自源头算起长91.5千米，流域面积1303平方千米